# Оранджфілд (Техас)
Оранджфілд (англ. Orangefield) — місто в окрузі Орандж, штат Техас, США. Має статус невключної території (чи спільноти — англ. unincorporated community; тобто населеного пункту, що не має власної муніципальної влади). Розташоване приблизно в двадцяти кілометрах на схід від Бомонта. Оранджфілд є частиною агломерації Бомонт — Порт-Артур.

## Географія
Оранджфілд розташований за координатами 30°04′30″ пн. ш. 93°51′21″ зх. д. / 30.07500° пн. ш. 93.85583° зх. д. за кілька кілометрів на північ від Брідж-Сіті, приблизно в двадцяти кілометрах на схід від Бомонта і 10 км на захід від окружного центра, міста Орандж.

## Населення
| Рік  | Населення |
| ---- | --------- |
| 1935 | ~ 1000    |
| 1950 | ~ 500     |
| 1970 | 681       |
| 1980 | ~ 725     |
| 1990 | ~ 725     |
| 2000 | ~ 725     |

## Транспорт
Із заходу на схід місто перетинає 'сільська автодорога' (Farm road) FM 105  Orangefield Road, до якої із півдня примикає FM 408  Farm to Market Road 408.
У межах міста, на південно-східних околицях, розташований Аеропорт Чессон (Chesson Airport).

## Освіта
Жителів Оранджфілда обслуговує шкільний округ Orangefield Independent School District:
- Orangefield High (Grades 9-12)
- Orangefield Junior High (Grades 5-8)
- Orangefield Elementary (Grades PK-4)